# Skate Canada 1982
Navigation
Édition précédente Édition suivante
Le Skate Canada (ou Internationaux Patinage Canada) est une compétition internationale de patinage artistique qui se déroule au Canada au cours de l'automne. Il accueille des patineurs amateurs de niveau senior dans trois catégories: simple messieurs, simple dames et danse sur glace. La catégorie des couples artistiques n'est ajoutée au programme du Skate Canada qu'à partir de 1984.
Le neuvième Skate Canada est organisé du 28 au 30 octobre 1982 au Memorial Auditorium Complex de Kitchener dans la province de l'Ontario.

## Résultats

### Messieurs
| Rang | Nom                 | Pays                 | Points | Fig. impo. | Prog. court | Prog. libre |
| ---- | ------------------- | -------------------- | ------ | ---------- | ----------- | ----------- |
| 1    | Brian Boitano       | États-Unis           | 3.4    | 1          | 2           | 2           |
| 2    | Brian Orser         | Canada               | 4.4    | 5          | 1           | 1           |
| 3    | Heiko Fischer       | Allemagne de l'Ouest | 5.4    | 2          | 3           | 3           |
| 4    | Grzegorz Filipowski | Pologne              | 7.4    | 3          | 4           | 4           |
| 5    | Boris Uspensky      | Union soviétique     | 12.6   | 8          | 7           | 5           |
| 6    | Bobby Beauchamp     | États-Unis           | 12.6   | 6          | 5           | 7           |
| 7    | Kevin Parker        | Canada               | 13.4   | 7          | 8           | 6           |
| 8    | Philippe Paulet     | France               | 15.4   | 4          | 10          | 9           |
| 9    | Takashi Mura        | Japon                | 18.2   | 11         | 9           | 8           |
| 10   | Mark Pepperday      | Royaume-Uni          | 19.4   | 10         | 6           | 11          |
| 11   | Lars Åkesson        | Suède                | 19.8   | 9          | 11          | 10          |

### Dames
| Rang    | Nom                | Pays                 | Points | Fig. impo. | Prog. court | Prog. libre |
| ------- | ------------------ | -------------------- | ------ | ---------- | ----------- | ----------- |
| 1       | Vikki de Vries     | États-Unis           | 4.2    | 4          | 2           | 1           |
| 2       | Kristiina Wegelius | Finlande             | 6.0    | 1          | 6           | 3           |
| 3       | Rosalynn Sumners   | États-Unis           | 7.0    | 3          | 3           | 4           |
| 4       | Anna Kondrashova   | Union soviétique     | 8.2    | 7          | 5           | 2           |
| 5       | Manuela Ruben      | Allemagne de l'Ouest | 8.6    | 2          | 1           | 7           |
| 6       | Susan Jackson      | Royaume-Uni          | 13.8   | 12         | 4           | 5           |
| 7       | Diane Ogibowski    | Canada               | 14.8   | 10         | 7           | 6           |
| 8       | Monica Lipson      | Canada               | 17.0   | 6          | 11          | 9           |
| 9       | Yukiko Okabe       | Japon                | 17.4   | 9          | 10          | 8           |
| 10      | Miriam Oberwiler   | Suisse               | 18.0   | 8          | 8           | 10          |
| 11      | Barbara Butler     | Canada               | 22.4   | 11         | 12          | 11          |
| Abandon | Kay Thomson        | Canada               |        | 5          | 9           |             |

### Danse sur glace
| Rang    | Nom                                 | Pays                 | Points | Danse imposée | Danse originale | Danse libre |
| ------- | ----------------------------------- | -------------------- | ------ | ------------- | --------------- | ----------- |
| 1       | Elisa Spitz / Scott Gregory         | États-Unis           | 2.0    | 1             | 1               | 1           |
| 2       | Tracy Wilson / Robert McCall        | Canada               | 4.0    | 2             | 2               | 2           |
| 3       | Natalia Annenko / Genrikh Sretenski | Union soviétique     | 6.0    | 3             | 3               | 3           |
| 4       | Wendy Sessions / Stephen Williams   | Royaume-Uni          | 8.0    | 4             | 4               | 4           |
| 5       | Tatyana Kuzmina / Igor Chenyayev    | Union soviétique     | 10.0   | 5             | 5               | 5           |
| 6       | Petra Born / Rainer Schoenborn      | Allemagne de l'Ouest | 12.4   | 6             | 7               | 6           |
| 7       | Renée Roca / Donald Adair           | États-Unis           | 14.6   | 7             | 6               | 8           |
| 8       | Noriko Sato / Tadayuki Takahashi    | Japon                | 15.6   | 9             | 8               | 7           |
| 9       | Karen Taylor / Robert Burk          | Canada               | 18.6   | 10            | 9               | 9           |
| 10      | Jindra Hola / Karol Foltan          | Tchécoslovaquie      | 18.8   | 8             | 10              | 10          |
| 11      | Martine Olivier / Philippe Boissier | France               | 22.0   | 11            | 11              | 11          |
| Forfait | Judy Blumberg / Michael Seibert     | États-Unis           |        |               |                 |             |

## Sources
- Podiums et résultats des patineurs canadiens sur le site de Patinage Canada
- (en) « The 1982 Skate Canada International Competition », sur skateguard1.blogspot.com
- (en) « SKATE CANADA KITCHENER - WATERLOO 82 », sur usfsa.xmlmanager.qg.com